# Bugant, Selenge
Bugant (tiếng Mông Cổ: Бугант) là một khu định cư kiểu đô thị ở sum Yeröö, tỉnh Selenge, miền bắc Mông Cổ.
Nó nằm cách trung tâm sum Yeröö 66 km về phía đông nam, và cách thành phố Züünkharaa 112 km về phía đông bắc.
Bugant được xây dựng vào thời kỳ cộng sản với vai trò là trung tâm khai thác vàng.

## Khí hậu
Bugant có khí hậu lục địa ẩm (phân loại khí hậu Köppen Dwb) với ảnh hưởng của gió mùa.